# Albany-Saratoga 250 1971
Albany-Saratoga 250 1971 var ett stockcarlopp ingående i  Nascar Winston Cup Series (nuvarande Nascar Cup sSeries) som kördes 14 juli 1971 på den 0,362 mile (582,582 km) långa ovalbanan Albany-Saratoga Speedway i Malta i New York. Banunderlaget var asfalt. Loppet vanns av Richard Petty i en Plymouth på tiden 1:21.21 körandes för Petty Enterprises. Pettys snitthastighet var 66,748 mph. Han var vid målgång ensam förare på ledarvarvet, två varv före tvåan Dave Marcis. Det var Pettys 130:e vinst av totalt 200 i karriären. Prispotten uppgick till 8 875 dollar, varav 1 500 dollar gick till segraren.

## Resultat
| Plc     | Nr | Förare            | Team/ bilägare           | Konstruktör | Start | Varv | Ledda varv |
| ------- | -- | ----------------- | ------------------------ | ----------- | ----- | ---- | ---------- |
| 1       | 43 | Richard Petty     | Petty Enterprises        | Plymouth    | 1     | 250  | 181        |
| 2       | 2  | Dave Marcis       | Marcis Auto Racing       | Dodge       | 4     | 248  | 59         |
| 3       | 70 | J.D. McDuffie     | McDuffie Racing          | Mercury     | 6     | 244  | 0          |
| 4       | 48 | James Hylton      | Hylton Engineering       | Ford        | 9     | 243  | 0          |
| 5       | 67 | Elmo Langley      | Ron Ronacher             | Ford        | 18    | 242  | 0          |
| 6       | 10 | Bill Champion     | Champion Racing          | Ford        | 8     | 240  | 0          |
| 7       | 34 | Wendell Scott     | Scott Racing             | Ford        | 10    | 240  | 0          |
| 8       | 24 | Cecil Gordon      | Gordon Racing            | Mercury     | 19    | 240  | 0          |
| 9       | 88 | Ron Keselowski    | Lubinski Racing          | Dodge       | 26    | 239  | 0          |
| 10      | 8  | Ed Negre          | Negre Racing             | Ford        | 25    | 239  | 0          |
| 11      | 77 | Charlie Roberts   | Roberts Racing           | Ford        | 23    | 236  | 0          |
| 12      | 19 | Henley Gray       | Gray Racing              | Ford        | 22    | 235  | 0          |
| 13      | 30 | Walter Ballard    | Ballard Racing           | Ford        | 11    | 233  | 0          |
| 14      | 74 | Bill Shirey       | Bill Shirey              | Plymouth    | 13    | 221  | 0          |
| 15      | 73 | Jerry Churchill   | Churchill Motorsports    | Ford        | 33    | 216  | 0          |
| 16      | 45 | Bill Seifert      | Seifert Racing           | Ford        | 29    | 207  | 0          |
| 17      | 41 | Ken Meisenhelder  | Ken Meisenhelder         | Chevrolet   | 28    | 191  | 0          |
| 18      | 23 | Jabe Thomas       | Robertson Racing         | Plymouth    | 15    | 189  | 0          |
| 19      | 28 | Bill Hollar       | Brooks Racing            | Ford        | 31    | 165  | 0          |
| 20      | 12 | Bobby Allison     | Holman Moody             | Mercury     | 3     | 144  | 0          |
| 21      | 39 | Friday Hassler    | Friday Hassler           | Chevrolet   | 7     | 130  | 0          |
| 22      | 68 | Larry Baumel      | Allan Schlauer           | Ford        | 14    | 130  | 0          |
| 23      | 64 | Dick May          | Langley-Woodfield Racing | Mercury     | 27    | 123  | 0          |
| 24      | 49 | G.C. Spencer      | GC Spencer Racing        | Plymouth    | 5     | 105  | 0          |
| 25      | 79 | Frank Warren      | Warren Racing            | Dodge       | 20    | 97   | 0          |
| 26      | 4  | Ed Hessert        | Neil Castles             | Dodge       | 30    | 94   | 0          |
| 27      | 91 | Pete Hamilton     | Junior Fields            | Chevrolet   | 2     | 82   | 5          |
| 28      | 96 | Richard Childress | Garn Racing              | Chevrolet   | 17    | 75   | 0          |
| 29      | 86 | Bobby Mausgrover  | Neil Castles             | Dodge       | 21    | 53   | 0          |
| 30      | 4  | John Sears        | John Sears               | Dodge       | 16    | 36   | 0          |
| 31      | 62 | Rene Charland     | K-Automotive Motorsports | Dodge       | 12    | 33   | 0          |
| 32      | 40 | D.K. Ulrich       | Jasper Motorsports       | Ford        | 32    | 27   | 0          |
| 33      | 06 | Neil Castles      | Neil Castles             | Dodge       | 24    | 13   | 0          |
| 34      | 25 | James Cox         | Robertson Racing         | Plymouth    | 34    | 1    | 0          |
| Källor: |    |                   |                          |             |       |      |            |